# Harmadik ypres-i csata
A harmadik ypres-i csata az első világháború egyik legvéresebb ütközete volt, amely egyik oldalon a brit, ausztrál és új-zélandi (ANZAC), kanadai és dél-afrikai erők, másik oldalon a német császári hadsereg közt folyt 1917-ben, alapvetően a nyugat-flandriai Ypres város közelében lévő Passendale falu birtoklásáért. A faluról az ütközetet passchendaele-i csata néven is emlegetik.
A második ypres-i csatától eltérően a védekező fél ezúttal Németország volt, a vele szemben álló szövetségesek abból a célból indítottak támadást, hogy a belga tengerpartig előrehaladva elfoglalják az ottani német tengeralattjáró-bázisokat, és egyúttal csökkentsék a francia csapatokra nehezedő nyomást. Korábban a francia hadsereg által indított és lényegében sikertelen Nivelle-offenzíva után a francia csapatok harci morálja mélypontjára esett, lázadások törtek ki, és az elégedetlenség egész hadosztályok harcképességét veszélyeztette. A szövetségesek ezért lényegében le akarták kötni a német erőket, hogy azokat ne tudják átcsoportosítani a front más pontjaira. Az 1917. július 31. és november 6. közt lezajlott harcokban a két oldalon összesen több mint hétszázezer ember esett el, vagy sebesült meg.
Nem az egész, több hónapra nyúló csatát vívták sárban és esőben, a sár azonban borzalmas nehézségeket állított a küzdő felek elé ebben az összecsapásban. A németek az itt harcoló katonákat Dreckfessernek, azaz sárzabálónak nevezték. Többnyire lecsapolt mocsarak adták a küzdelem helyszínét, amelyek még eső nélkül is nedvesek voltak. A támadást előkészítő nagyon intenzív brit ágyútűz ráadásul felszaggatta a felszínt, az augusztustól lezúduló esők pedig olyan, mély, folyékony sárral borított terepet alakítottak ki, amelybe sok katona belefulladt, és elakadtak benne az újonnan kifejlesztett harckocsik is.
A németek lövészárkok és egymást támogató fedezékek, bunkerek jól kiépített rendszerével rendelkeztek, amelyet a támadást megelőző tüzérségi előkészítés nem pusztított el. Három hónapos küzdelem után, 1917. november 6-án a Kanadai Hadtest elfoglalta Passendalét, és ezzel hivatalosan véget ért a csata, azonban erre az időre a szövetségesek már majdnem félmillió katonát vesztettek, miközben a német veszteség alig volt több negyedmilliósnál[forrás?]. A csata eredményeként azonban a szövetségesek elfoglalták az Ypres körüli magaslatokat, ahonnan megfigyelés alatt tudták tartani a német állásokat.
A csata során hozott áldozatok végül mégis hiábavalónak bizonyultak, mivel alig 4 hónappal később a német tavaszi offenzíva miatt a szövetségeseknek fel kellett adniuk minden ekkor elfoglalt területet, hogy az innen kivont hadosztályokat délebbre, a Lys-völgyi csata során be tudják vetni a német áttörés megakadályozására.
Passendale az ipari hadviselés borzalmainak szimbólumává vált. A falut a csata eltörölte a föld színéről, és a britek parancsnoka, Sir Douglas Haig marsall hírnevét jelentősen megtépázták a csata során elszenvedett borzalmas veszteségek.

## Taktikai háttér, előzmények

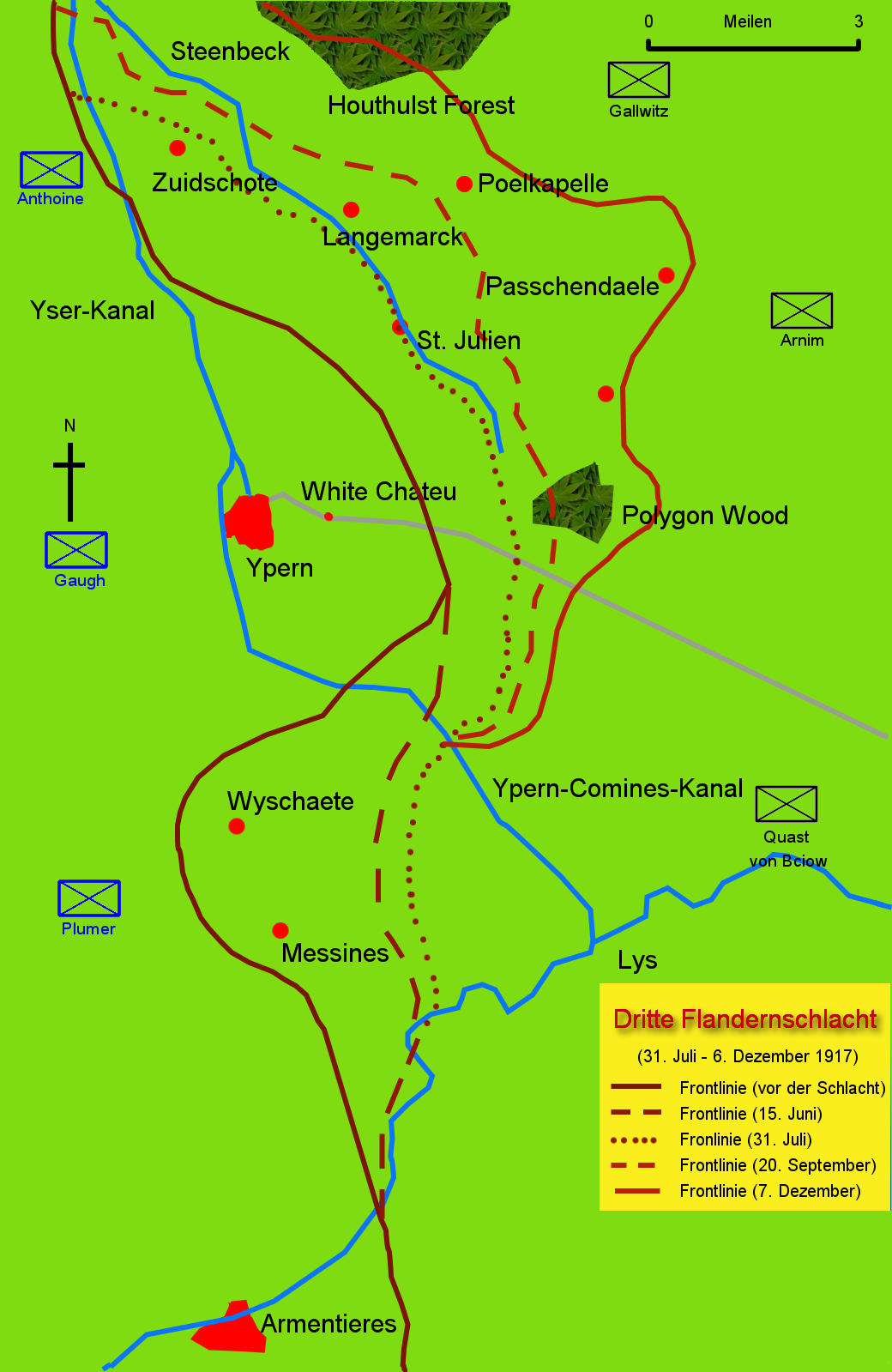
A csata során a küzdő felek kiindulás (barna) és végső (vörös) pozíciói

Az első világháborúnak ebben a szakaszában már a szembenálló főparancsnokok – Douglas Haig marsall (Brit Birodalom és Philippe Pétain tábornok (Franciaország), illetve a másik oldalon Erich Ludendorff (Német Birodalom) – úgy tekintettek a nyugati frontra, mint egyetlen folytonos csatára, amely a somme-i csatával kezdődött 1916 júliusában. Így mihelyt a front egyik szektorában véget ért a küzdelem, egy másik szakaszon már új támadás indult. A szövetségesek célja az volt, hogy állandó nyomás alatt tartsák a német császári hadsereget, amely ugyanakkor a keleti fronton is harcolt. A Somme óta mindkét oldalon jelentős fejlődésen mentek keresztül a felek által alkalmazott harceljárások.
Az Ypres körül kialakult kiszögellés a nyugati front egyik legkritikusabb szakasza volt és mint az utolsó, szövetséges kézen maradt belga város, szimbolikus jelentőséggel bírt a szövetségesek számára. A németek számára Ypres az Yser folyótól délre fekvő első nagyobb közúti csomópont volt, amelyet mindenképpen el kellett volna foglalniuk, ha sikerrel akartak támadást indítani a Csatorna partján fekvő kikötők ellen. A város elfoglalására két kísérletet tettek a németek, az első ypres-i csata (1914) és a második ypres-i csata (1915) során.
Az első csata során, 1914-ben a britek elvesztették a várostól keletre és délre fekvő magaslatokat, míg a várost sikerült megtartani a briteknek és ezzel létrejött a kiszögellés. A magaslatokra telepített német tüzérség viszont kiválóan rálátott a városra és a magaslatok száraz talajában könnyű volt a tüzelőállásokat kialakítani. A várost körülvevő, agyagos talaj azonban meglehetősen nehéz körülményeket teremtett a szövetséges katonáknak.
Éppen ezért a Brit Expedíciós Haderő főparancsnoka, Sir Douglas Haig tábornok úgy döntött, hogy megkísérli az áttörést a német vonalakon, némileg kitágítja a kiszögellést és elfoglalja a német tüzérség magaslati állásait. Haig még azt is megvalósíthatónak látta, hogy a német vonalak áttörésével a szövetségesek kijutnak a belga tengerpartra és elfoglalják a német tengeralattjárók támaszpontjait. A sikeres áttörés eredményeként jelentősen csökkent volna a szövetséges haditengerészetet és az utánpótlást szállító hajókat, lerövidítette volna a szövetségesek vonalait és német csapatokat zárt volna körbe. Haig a támadás kivitelezését Sir Hubert Gough tábornokra bízta, amit általában hibának tekintenek a hadtörténészek, mivel Gough előélete alapján agresszív lovassági parancsnok volt, akit sem tapasztalatai, sem temperamentuma nem tettek alkalmassá a kapott feladat végrehajtására.
A szövetséges csapatok felfejlődése és a támadásra tett előkészületek a németeket is gyors cselekvésre ösztökélték. A német vezérkar főnöke Erich Ludendorff egyik stratégiai tanácsadóját, von Lossberg ezredest küldte a helyszínre a britekkel szemben kiépített állásokat védő német 4. hadsereg parancsnoka mellé. Lossberg kivonta a német katonákat a lövészárkokból és egy erős védelmi vonalat épített ki hátrább, amelynek fedezékei képesek voltak ellenállni az erős tüzérségi tűznek is és oldaltűzbe tudták fogni az előrenyomuló gyalogságot.

## Az első összecsapás: a messines-i csata (1917. július 7-14.)

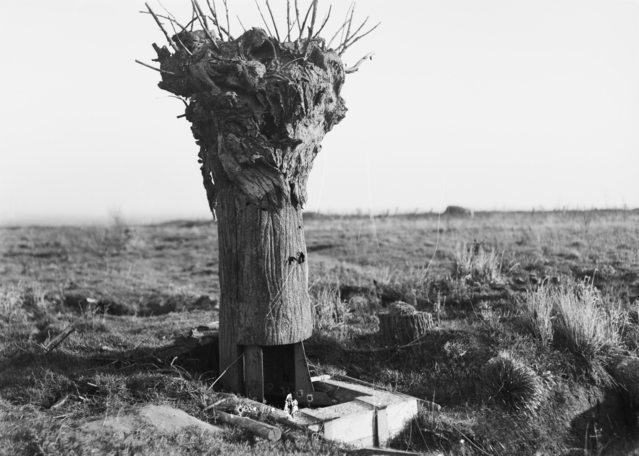
A Hill 63 nevű magaslaton telepített, fának álcázott megfigyelőpont, amelyet ausztrál katonák használtak a messines-i csata során

Az Ypres városától délkeletre található Messines (hollandul: Mesen) városa mellett egy természetes kiemelkedés található, amelyet a németek foglaltak el 1914-ben és egy jól védett támaszpontot építettek ki. A támaszpont elfoglalásáért indított hadművelet a nyugati front egyik legsikeresebb támadó hadművelete volt. Herbert Plumer brit tábornok 2. hadserege június 7-én 19 akna felrobbantásával indította meg a támadást. A támadás a harmadik ypres-i csata egyik előzményének tekinthető, bár Plumer tábornok már 1916 elején felvázolta terveit a messinesi magaslat elleni támadáshoz.
Az előkészületek során 22 aknát ástak a német vonalak alá és a terv szerint mind a 22-t egyszerre, június 7-én hajnali 03:10-kor kellett volna felrobbantani. A robbanást a gyalogság támadása követte volna, amit tüzérségi támogatás, harckocsik és gáztámadások egészítettek volna ki. Az aknákat a támadás kitűzött napja előtt 18 hónappal elkezdték kiásni. Azonban az egyik aknát, Petite Douve Farm közelében a németek felfedezték és megsemmisítették. Két másik aknát nem robbantottak fel, mivel a támadási frontszakaszon kívülre estek. A német ellenaknák miatt összesen 8 km hosszúságú járatokat vájtak a német vonalak alá, amikor a brit műszakiak összetalálkoztak a németekkel, föld alatti kéziharc tört ki.

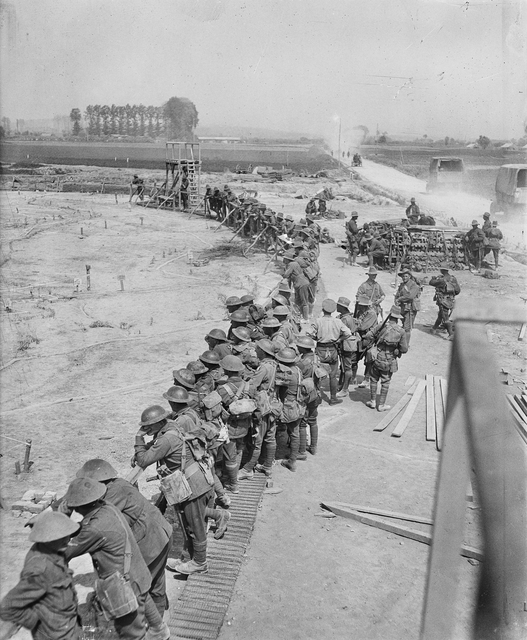
Ausztrál katonák a támadás megindulása előtt a messines-i német védelmi állások makettjét tanulmányozzák

A robbanás után 9 gyalogos hadosztály indult támadásra mozgó tüzérségi tűz, harckocsik és gáztámadások kíséretében. A támadás összes kezdeti célkitűzését három óra alatt elérték, míg a Sir Hubert Gough parancsnoksága alatt álló 5. hadsereg, valamint a francia 1. hadsereg alakulatai a nap végére elérték a támadás távolabbi céljait is. A német ellentámadás június 8-án indult meg, de sikertelen volt és a brit ellentámadások révén a szövetségesek még mélyebben behatoltak a német vonalak mögé. Június 14-ére a teljes messines-i kiszögellés a szövetségesek kezén volt.
Haig ekkor arra utasította Plumer tábornokot, hogy folytassa az előrenyomulást, de végül letettek erről és inkább a Messines környéki állások megerősítésére összpontosították erőiket. Az első világháború során gyakran fordult elő, hogy a védőnek sokkal könnyebb volt megerősíteni pozícióit, mivel az előre elkészített második-harmadik védelmi állás felé tudott visszavonulni és utánpótlását az érintetlen vasutakon és közutakon tudták szállítani. A támadónak viszont mindent ki kellett építeni, hogy tüzérségét és a gyalogság utánpótlását előre tudja mozgatni.

## 1917. július–augusztus
A támadás második szakaszában Sir Hubert Gough tábornok kapta a feladatot, hogy irányítsa a Gheluvelt-fennsík elfoglalását. A brit tüzérség ágyúit a körzetbe telepítették át és négy napos tüzérségi előkészítést hajtottak végre a német állások ellen. A németek felismerték, hogy újabb brit támadás várható és jelentős tartalékokat csoportosítottak át a térségbe. Az előrenyomulás útjában jelentős akadályt jelentett az Yser-csatorna, de ezen július 27-én átkeltek a szövetséges katonák, akik üresen találták a csatorna partján kialakított német állásokat.

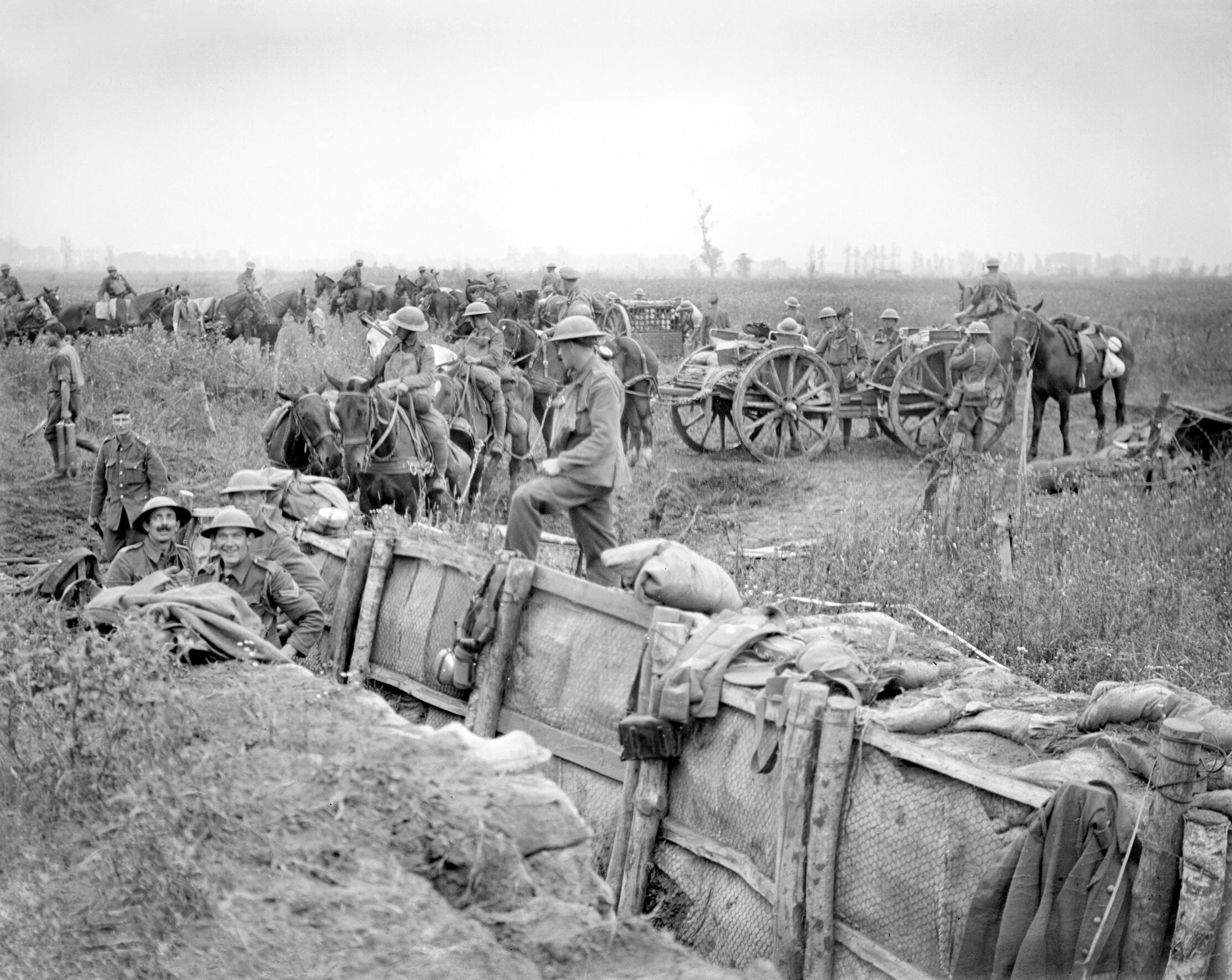
Brit 18 fontos tüzérségi eszközök új állást vesznek fel Boesinghe falu közelében, 1917. július 31.

### A Pilckem Ridge-i csata (1917. július 31.)
Négy nappal az Yser-csatorna keleti partjának elfoglalása után a szövetségesek a Pilckem Ridge nevű magaslat elleni támadással indították a csata következő szakaszát. A támadás következtében a britek kb. 1800 métert nyomultak előre, miközben 32 000 halottat, sebesültet és hadifoglyot vesztettek csak ebben az ütközetben. A csata mégis eredményesnek volt mondható, mivel a britek sikeresen nyomultak be a német állásokba és tartották meg a várható ellentámadással szemben (a bite-and-hold taktika). A németek is jelentős veszteségeket szenvedtek, mivel a brit tüzérség sikeresen támadta az ellentámadásokra felvonuló német gyalogságot.

### Csata Langemarck környékén (1917. augusztus 16–18.)
Az egész ypres-i csata során a talaj meglehetősen rossz állapotban volt, mivel 1914. óta folyamatos harcok folytak ezen a mélyen fekvő, agyagos, rossz vízelvezetéssel rendelkező terepen. A heves brit ágyútűz felszaggatta a talajt és lerombolta a korábban kiépített vízelvezető-rendszereket, míg a szokatlanul korán érkező őszi esők mélyen feláztatták a talajt és helyenként átjárhatatlan sártengerré változtatták a csatateret.
A katonák a hátországból a sártenger és az vízzel töltött kráterek fölött lefektetett pallókon közelítették meg a frontot, helyenként jelentős súlyú (kb. 45 kg) felszerelést cipelve. Ilyen körülmények között igen könnyen előfordult, hogy megcsúsztak és leestek a pallóról és a nehéz felszerelés alatt megfulladtak, elsüllyedtek a sárban, mielőtt ki tudták volna menteni őket. A csatatéren található erdőket a folyamatos tüzelés csonkokká változtatta, és az eső vagy a gránátok által felforgatott talajból az előző években megölt katonák holttestei bukkantak elő.

## 1917. szeptembere
A Plumer tábornok által favorizált bite-and-hold taktika széles körű alkalmazására került sor a szeptember és október folyamán végrehajtott támadásokban, mivel a július – augusztus során végrehajtott nagyszabású támadások nem jártak sikerrel. Ezzel együtt Sir Herbert Plumer átvette a csata irányítását Gough tábornoktól.

### A Menin Road-i csata (1917. szeptember 20–25.)

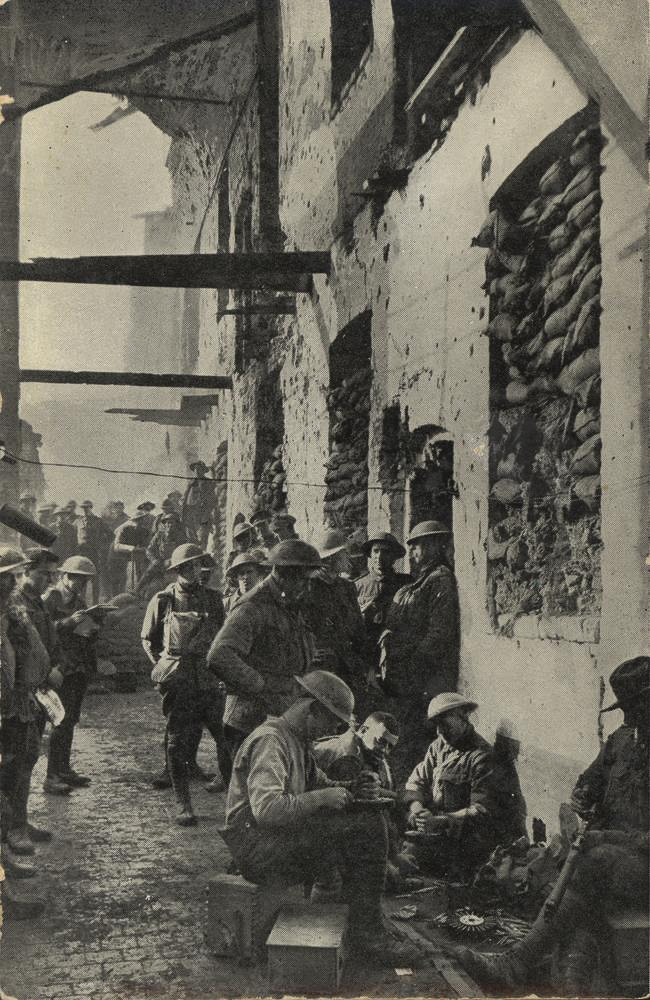
Ausztrál katonák Ypres romjai között, 1917

A csatának ebben a szakaszában a britek 1295 tüzérségi eszközt vontak össze Ypres körül. Szeptember 20-án igen heves tüzérségi előkészítés után támadást indítottak a Menin Road körül kialakított német állások ellen és kb. 1300 métert nyomultak előre, miközben összesen 21 000 fő veszteséget szenvedtek. A németek a csatának ebben a szakaszában már egy félig-meddig állandó, jól kiépített védelmi állásba vonultak vissza, amelyet vasbetonnal megerősített fedezékek, figyelőállások és lövészárok alkottak, és amelyet a senki földjére irányzott német tüzérség hatásos tüze támogatott.
Ennek ellenére a brit támadás részleges sikere nem kis megdöbbenést okozott a német hadvezetésnek, mivel megmutatta, hogy a megfelelően előkészített és tüzérséggel támogatott támadásokkal át lehet törni a jól kiépített állásokat is. A német hadvezetés ekkor ráébredt arra, hogy a korábban használt, mélységben kialakított lövészárok-rendszer már nem hatásos a britek ellen és a korábbinál dinamikusabb, mozgó védelmi rendszert kell kialakítani.

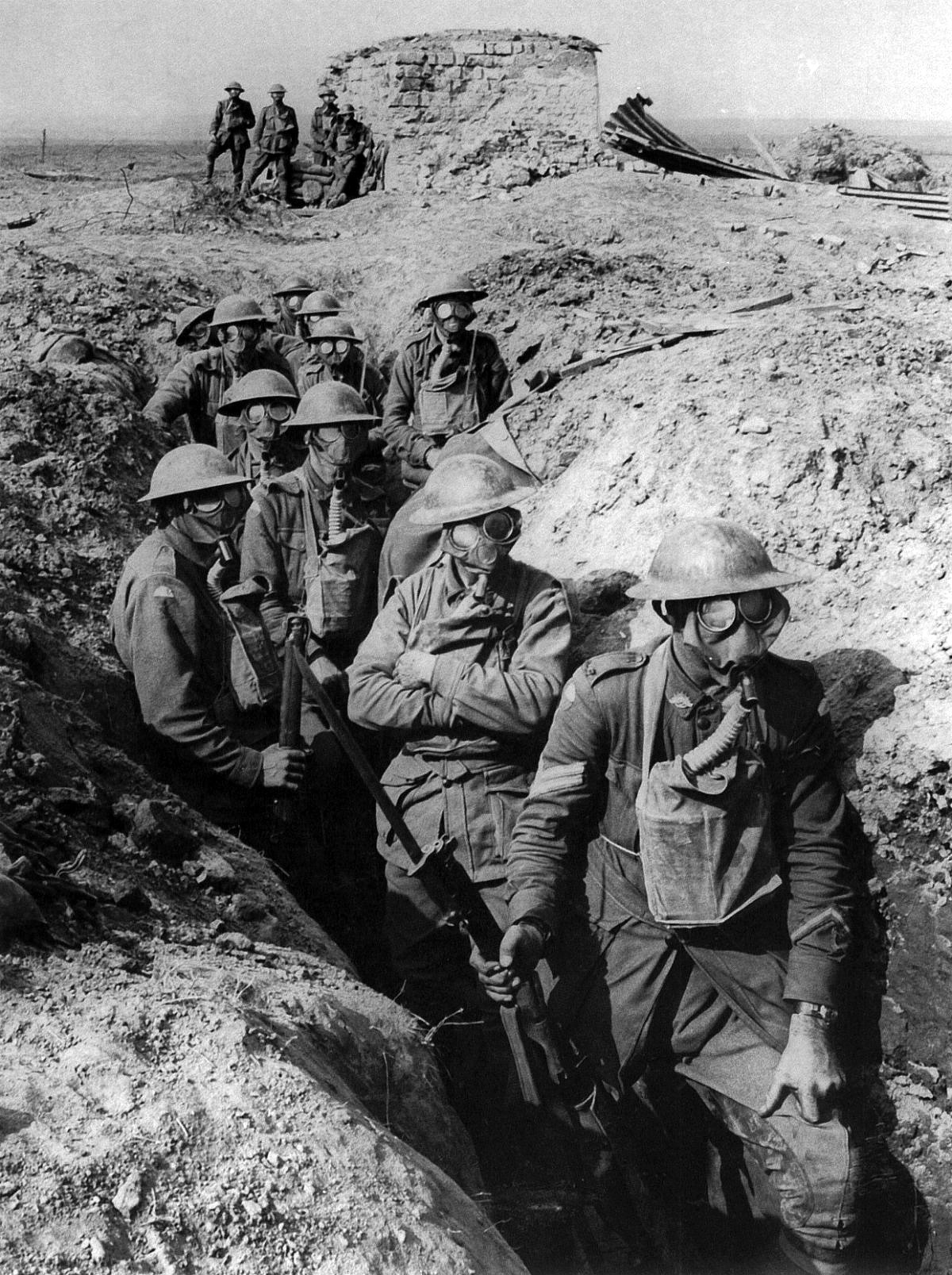
Az ausztrál 45. ezred katonái gázálarcban a Garter Point közelében, 1917. szeptember 27.

### Harcok Polygon Wood körzetében (1917. szeptember 26. – október 3.)
Az ypres-i kiszögellés délnyugati csücskénél, Polygon Wood elnevezésű erdő és Broodseinde falu körzetében további brit támadásokra került sor, amelynek során 30 000 fő szövetséges veszteség árán kb. 1800 métert tudtak ismét előrenyomulni. A brit vonalak ekkor közvetlenül a Passendale mellett húzódó magaslat lábához kerültek, ezért a magaslat elfoglalása vált a csata elsődleges célpontjává.

## 1917. október – november

### A broodseinde-i csata (1917. október 4.)

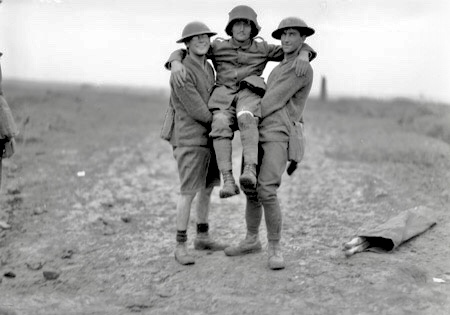
A broodseinde-i csata során megsebesült német katona

A brit második hadsereg kötelékébe tartozó Anzac hadtest egyik egysége, az Új-Zélandi Hadosztály 1917. október 4-én indított támadást, amelynek szerepe a Broodseinde falu elfoglalására indított ausztrál támadás előkészítése volt. az új-zélandiak a Gravenstafel Spur nevű természetes kiszögellést támadták, amely a Passendale melletti magaslat része volt. A britek tüzérségi előkészítésének köszönhetően az 1. és a 4. ezred katonáinak sikerült elfoglalni a kiszögellésen kialakított német állásokat.
A tüzérségi előkészítést, amely a korábbi brit gyakorlattal ellentétben nem napokkal a támadás előtt indult, hajnali 6 órára időzítették és ezzel a német védőket a szinte semmilyen védelmet nem nyújtó lövészárokban lepték meg, súlyos veszteségeket okoztak és egy széles szakaszon megtörték a német védelmet. Ennek ellenére az előrenyomulás nem volt könnyű – a hadosztályparancsnok, Sir Andrew Russell, így panaszkodott: „A sár nagyobb ellenségünk, mint a németek.” Ennek ellenére az új-zélandi katonák kb. 1000 métert nyomultak előre és elfoglalták a Gravenstafel Spurt. A támadás során több ezer német hadifoglyot ejtettek és 320 főt vesztettek, közöttük az új-zélandi rögbicsapat korábbi kapitányát, Dave Gallahert.
A teljes fronton a brit második hadsereg katonái összesen 4152 hadifoglyot ejtettek, de a taktikai sikernek tragikus következményei voltak. A brit főparancsnokság, a hadifoglyok magas számából kiindulva, arra a következtetésre jutott, hogy a német ellenállás meggyengült és elhatározta, hogy még egy nagyszabású támadást indít. Ezt október 9-ére időzítették, a brit és ausztrál csapatok támadásának pedig Passendale elfoglalását kellett volna lehetővé tenni, amit 12-ére a II. Anzac hadtest kapott feladatul.

### A poelcappelle-i csata
Október 9-én három hadosztály, a II. Anzac hadtest kötelékébe tartozó brit 66. és 49. hadosztályok, illetve az I. Anzac hadtest kötelékébe tartozó ausztrál 2. hadosztály indult támadásra Poelkapelle (vagy ahogyan a britek hívták, Poelcappelle) ellen. A támadást, amelyet a brit 5. és 7. gyalogos hadosztályok elterelő támadása is támogatott, súlyos kudarcot vallott, csak minimális mértékben sikerült előrenyomulni és a németek ellentámadása pedig visszavetette kiindulási állásaikba a kimerült katonákat.

### Az első támadás Passendale ellen (1917. október 12.)

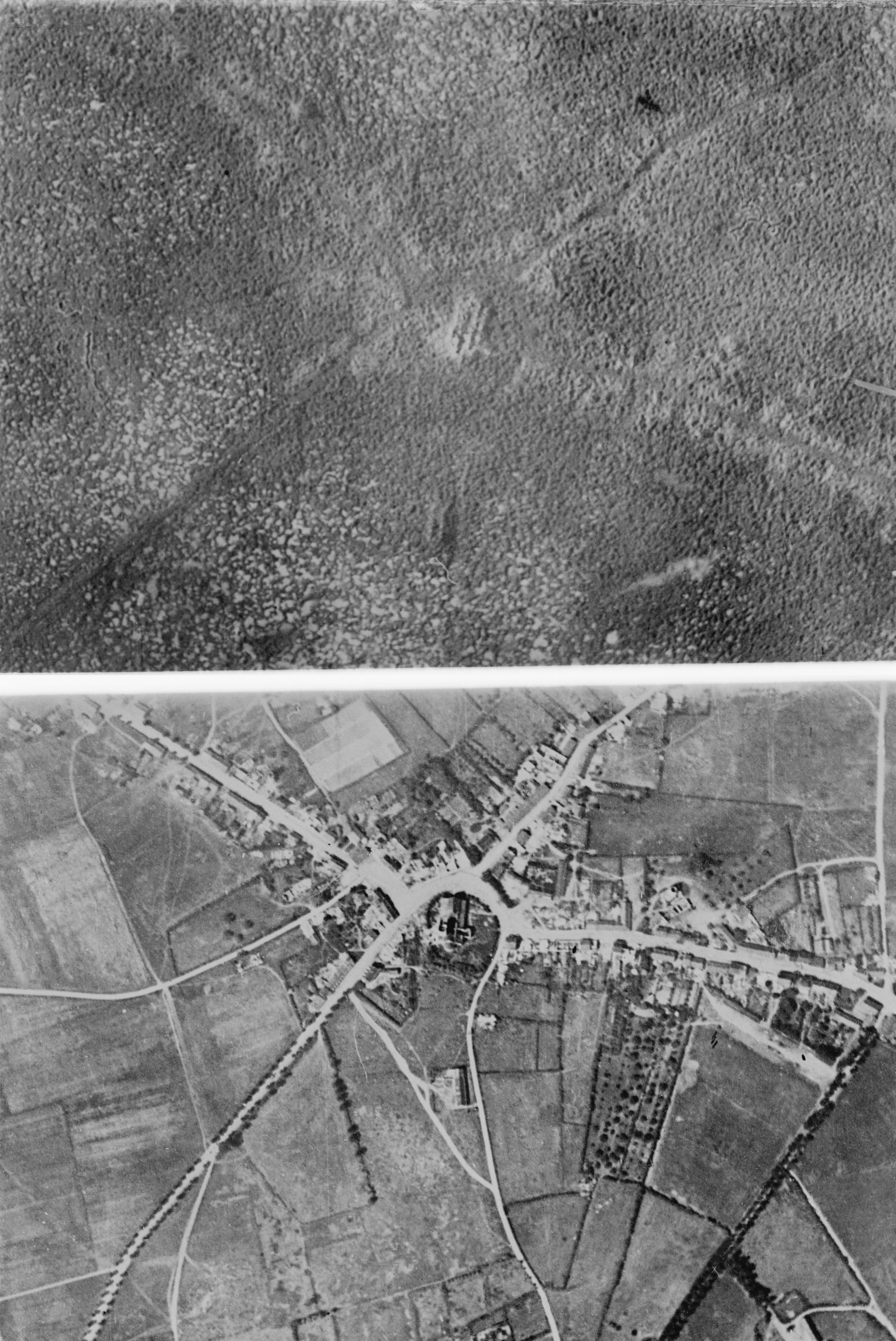
Passchendaele falu a levegőből, közvetlenül a támadás előtt és után. A teljes falut, a ki és bevezető utakat szinte a földdel tették egyenlővé a két oldal tüzérségi támadásai és ezáltal minden lehetséges fedezéket leromboltak a faluban.

A Passendale elleni első támadás 1917. október 12-én kezdődött, amikor 5 brit és 3 Anzac hadosztály ismét kísérletet tett arra, hogy Poelkapelle környékén előrenyomuljon. A súlyos esőzések azonban feláztatták a talajt, az előrehaladás nehézkes volt és a tüzérséget pedig a mély sár miatt nem lehetett a frontvonalhoz közelebb telepíteni. A szövetséges katonák a csatának ebben a szakaszában már kimerültek, és a jól kiépített német állások elleni támadásban, 13000 fő veszteség árán, csak csekély területi nyereséget tudtak kivívni.

### A második támadás Passendale ellen (1917. október 26. – november 10.)

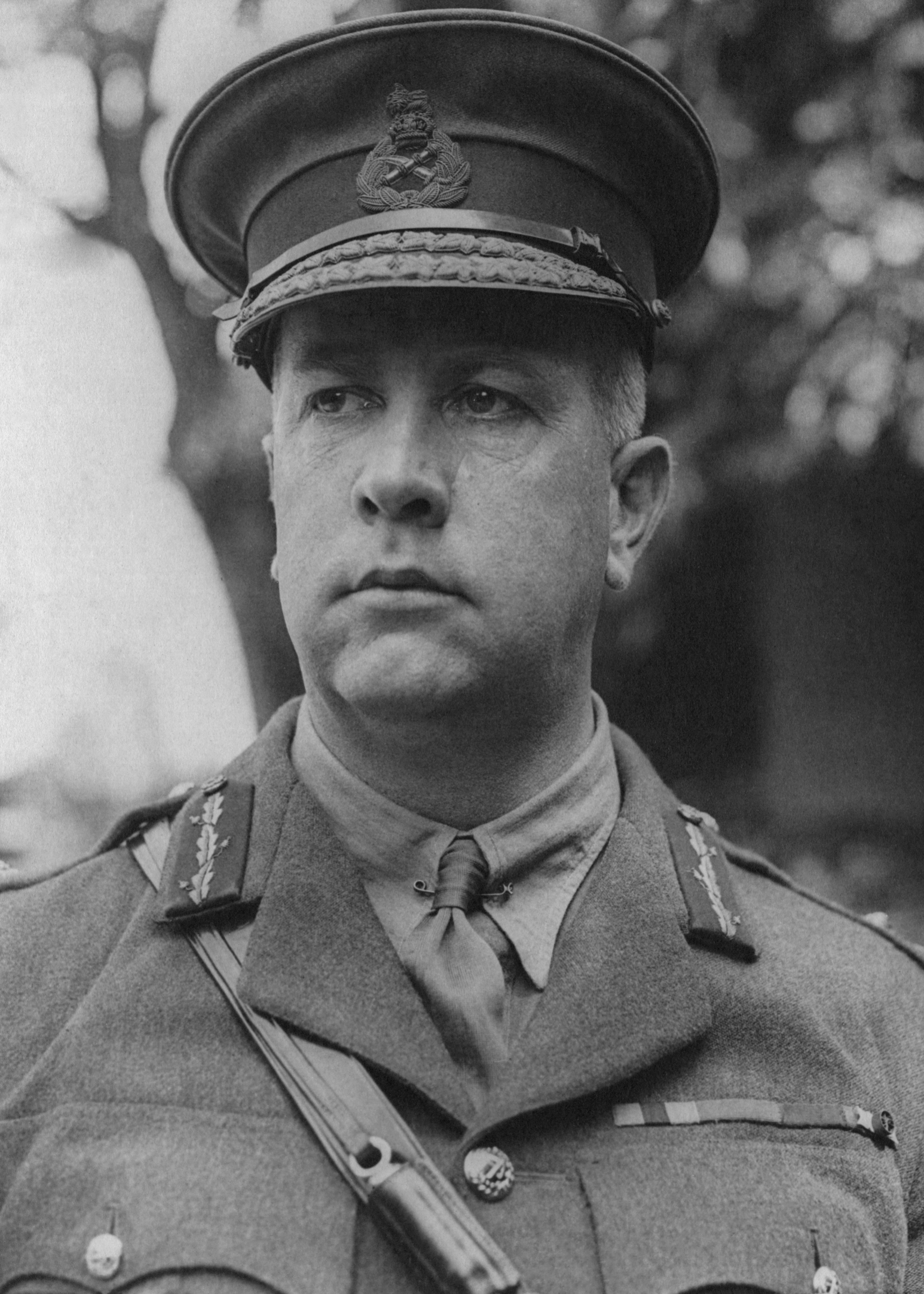
A kanadai Sir Arthur Currie tábornok, aki a Kanadai Hadtest támadását irányította a második passchendaele-i csatában. Currie előre megjósolta, hogy a kanadaiak kb 16 000 – 20 000 főt vesztenek a csatában, de legyőzik a németeket.

A csatának ebben a szakaszában a Kanadai Hadtest két hadosztálya váltotta fel a korábbi küzdelmekben kimerült és súlyos veszteségeket szenvedett Anzac csapatokat. A kanadaiak megérkezése és a haditervek áttanulmányozása után a kanadai főparancsnok, Sir Arthur Currie tábornok kijelentette, hogy a kitűzött célok elérése 16 000 kanadai életébe fog kerülni. Míg Currie nézetei szerint az előrelátható veszteségek nagysága nem állt arányba a falu elfoglalásának jelentőségével, Haig brit főparancsnok azon a véleményen volt, hogy másutt sokkal súlyosabb veszteségeket szenvednének a britek, hogy ha nem hajtanák végre a támadást.
A kanadai katonák október közepétől kezdve foglalták el állásaikat a frontvonalon és 1917. október 26-án a 3. és 4. kanadai hadtest 20 000 katonája indított támadást a falu mellett húzódó magaslat ellen. A támadás során 12 000 fős veszteség árán csak néhány száz métert tudtak előrenyomulni.
Miután két brit hadosztállyal megerősítették a kanadaiakat, október 30-án egy újabb támadásra került sor, amikor a heves esőzés ellenére sikerült elfoglalni a falut. A következő öt napban a kanadai hadosztályok katonái sikeresen védték meg a falut a német ellentámadásokkal szemben, de mire november 6-án sikerült megerősíteni a falu védőit, a német tüzérség és gyalogság folyamatos támadási miatt a két kanadai hadosztály 4/5-e halott vagy sebesült volt.
Helyükre az 1. és 2. kanadai hadosztályokat vezényelték, akiknek a falu környékét védő német katonákkal kellett szembenézni. November 6-án a 3. hadosztály megmaradt katonái elterelő támadást indítottak, amely lehetővé tette az 1. hadosztálynak, hogy a falu környékén számos megerősített pontot elfoglaljanak és megszilárdítsák védelmüket.
Az egyik ilyen támadásra a „Hill 52” nevű magaslat ellen került sor, amelyet a kanadai hadtest 10. ezrede foglalt el november 10-én, aránylag csekély veszteségekkel. Ugyanezen a napon a 2. hadosztály támadása még hátrább vetette a németeket a falutól keletre eső lejtőn és ezzel a szövetségesek szilárdan ellenőrzésük alá vették a magaslatot. Ezzel végett ért a csata.
A csata végére Currie tábornok jóslata a veszteségekről meglepően pontosnak bizonyult: a Kanadai Hadtest összesen 15 654 főt, közte 4000 halottat vesztett Passendale elfoglalása során, és a 16 napig tartó harcok során összesen 6,25 km² területet sikerült a németektől elfoglalni, valamint összesen 9 Viktória-keresztet kaptak a harcok során nyújtott teljesítményükért.

## A csata következményei
A Passendale elfoglalásáért indított csata sokban hasonlított az előző évben a Somme folyó völgyében indított nagyszabású brit–francia támadásra, ahol szintén a német vonalak áttörését remélték, de hatalmas veszteségek árán csak minimális területet tudtak elfoglalni. Azonban az ypres-i kiszögellés körüli magaslatok elfoglalása jelentős taktikai siker volt és lehetővé tette a szövetséges tüzérség előremozgatását, illetve megakadályozta, hogy a németek folyamatos tűz alatt tartsák Ypres belvárosát.
A hónapokig tartó harcok során a szövetségesek kb. 8 km mélyen nyomultak be a német állásokba és elfoglalták a magaslatot, amely az ypres-i kiszögellés felé magaslott. Ezzel szemben közel félmillió főt, közte 140 000 halottat vesztettek. A somme-i csatához hasonlóan a nagyszabású tüzérségi előkészítés itt sem tudta megsemmisíteni a német védelmet és felszaggatta a talajt, de időnként jelentős veszteséget okozott a német védők között. Mivel a németek egyre kevésbé tudták megengedni maguknak az emberveszteségeket és mivel sikerült elfoglalni a támadás egyik célpontját, a csata tulajdonképpen szövetséges győzelemmel zárult.
Azonban az Ypres körüli csatározások miatt a brit-francia hadvezetésnek nem maradt elegendő tartaléka ahhoz, hogy a cambrai-i csatában az első alkalommal tömegesen bevetett harckocsik által elért áttörést kihasználják. Ezen felül a harmadik ypres-i csata során elszenvedett veszteségeket a brit hadsereg is egyre nehezebben tudta pótolni, a politikai vezetés vonakodott újabb csapatokat rendelkezésre bocsátani Haig tábornoknak, mivel attól tartottak, hogy azokat is lényegében értelmetlen csatározásokban fogja feláldozni. Ezért a britek egyre sebezhetőbbek voltak egy esetleges német támadással szemben, amely végül 1918. tavaszán következett be.
Az 1918. március 21-én indított Michael hadművelet volt a németek támadása, amelyet délen az április 9-én indított Lys-völgyi csata (George hadművelet) támogatott. A németek rövid idő alatt szinte az egész területet visszafoglalták, amelyet korábban Passendale környékén kénytelenek voltak feladni. Azonban a britek kitartottak, a németeknek nem sikerült elérni az áttörést és az amerikai csapatok beérkezése után indított utolsó, 1918. szeptember – október során vívott ötödik ypres-i csata során a britek végleg felszabadították a várost.
Az Ypres környéki csatározások során összesen 300 000 brit és nemzetközösségi katona esett el, akik közül 90 000 főt nem sikerült azonosítani a temetés előtt. A csaták során elesett katonák emlékét Ypres-ben a Menin Gate Memorial, illetve a Tyne Cot temető és emlékmű őrzi. A környéken található német katonai temető is az egyik legnagyobb a nyugati fronton.
Az első világháború összecsapásai közül Ypres és Passendale az anyagháború szörnyűségeinek egyik kiemelkedő szimbóluma. 1915 és 1917 között összesen 260 000 német katona és 300 000 brit és nemzetközösségi katona halt meg. 90 000 holttestet sosem tudtak azonosítani, míg további 42 000 főnek a holttestét sem találták meg. A csaták után készített légifelvételeken kimutatták, hogy a csatatér egy km² területére 1 millió gránátot lőttek ki.

## A csata emlékére

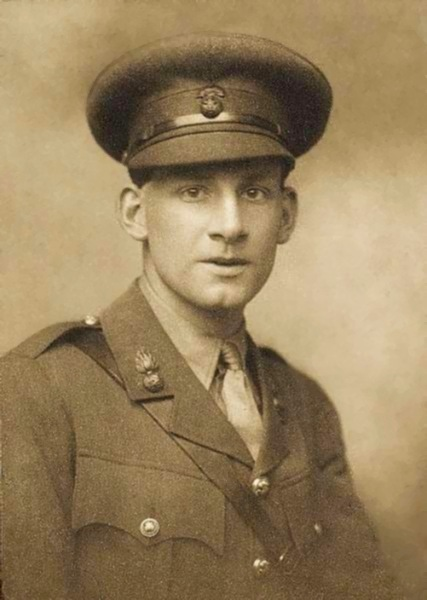
Siegfried Sassoon angol költő

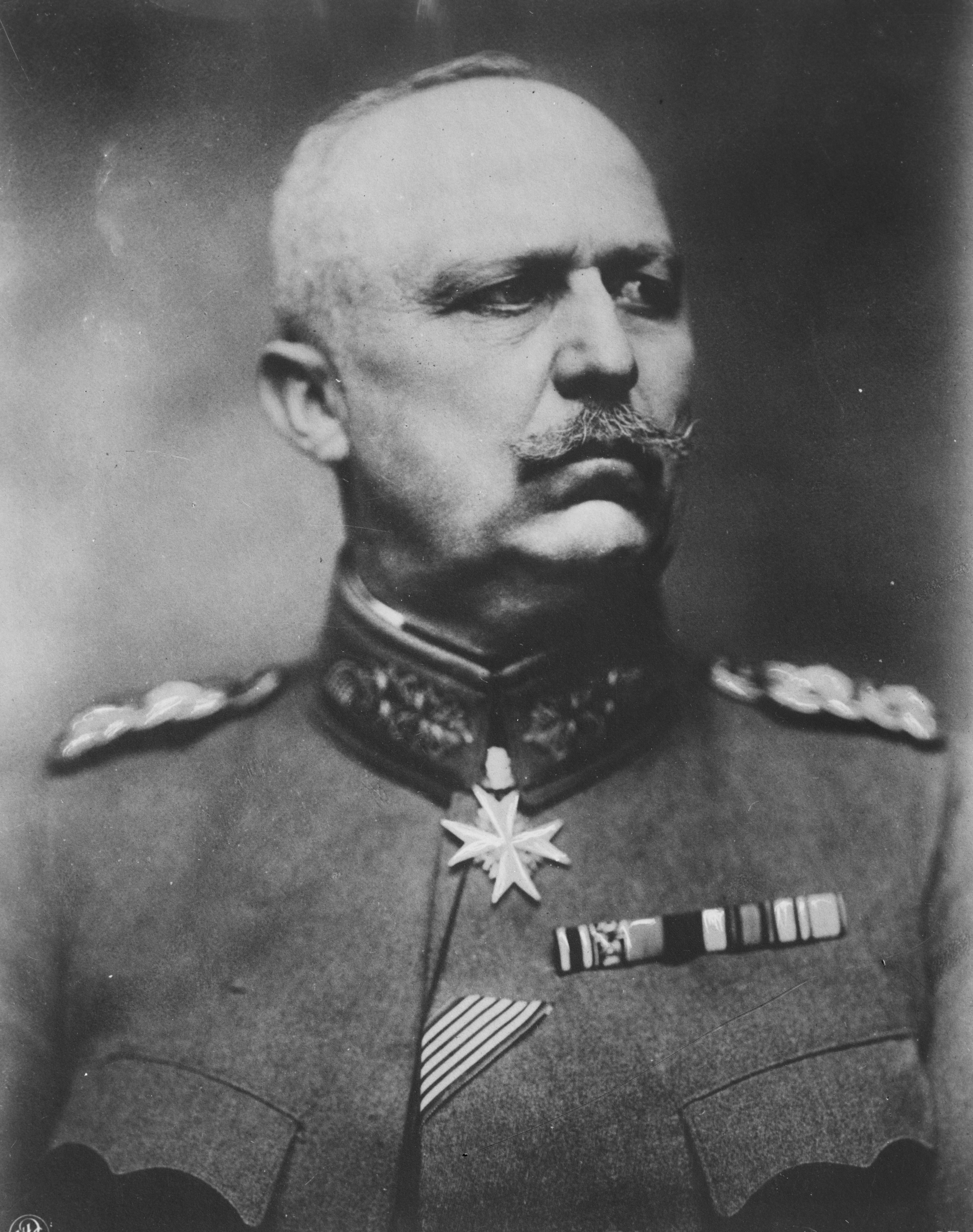
Erich Ludendorff német tábornok

"I died in Hell
(they called it Passchendaele); my wound was slight
and I was hobbling back; and then a shell
burst slick upon the duckboards; so I fell
into the bottomless mud, and lost the light"
― Siegfried Sassoon verse

„Ez a verduni katlan szörnyűségeit is felülmúlta. Ez már nem volt élet. Csak elmondhatatlan szenvedés. És ezen a sártengeren keresztül vonszolták magukat a támadók, lassan, de biztosan, sűrű tömegben. Az előretolt övezetben érte őket a mi tüzünk és gyakran összeestek, a kráterben fekvő ember utolsót lélegzett. De a tömeg csak jött ismét. A puskák és a géppuskák beragadtak a sártól, ember harcolt ember ellen és a legtöbb esetben a tömeg győzedemeskedett.”

– Erich Ludendorff tábornok

„Felálltam és kinéztem a fedezék mellvédjén. Csak a sár és a víz kietlen sivatagát láttam, a civilizáció minden nyoma nélkül, csak kráterekkel szabdaltan…és mindenhol holttestek, britek és németek, a bomlás különböző fokozataiban.”

– Edwin Campion Vaughan hadnagy visszaemlékezései

A következő idézetet korabeli források nem erősítik meg és feltehető, hogy a háború után alkották:

„„Te jó ég! Tényleg ezen keresztül küldjük harcba az embereinket?” A mellette álló férfi, aki végigharcolta a hadjáratot, monoton hangon válaszolt: „Valamivel feljebb rosszabb a helyzet.””

– Sir Launcelot Kiggell altábornagy, akit Leon Wolff könyve, az In Flanders Fields: The 1917 Campaign is idéz.

„„Passchendaele csak egy szörnyű, szörnyű hely. Ezeken a fa pallókon kellett gyalogolnunk – mintha létrákat fektettek volna a földre. A németek a tüzüket persze ide összpontosították. Ha egy katonát eltaláltak és sebesülten a földre hullott, akkor hamarabb elsüllyedt a sárban, minthogy ki tudtuk volna menteni és maradványait sosem találták meg. Egyszerűen nem lehetett a pallókról lelépni.””

– Richard Mercer közlegény, a Kanadai Expedíciós Erő katonája.

„Egy lövészárokba estem be és ott volt ez az alak. Egyidős lehetett velünk, a nyakától az ágyékáig felszaggatták a repeszek. A kezét fogtam élete utolsó percében. Csak egy szót tudott kinyögni: „Anyám”. A nőt nem láttam, de biztosan ott volt. Semmi kétségem nincs felőle. A katona elhagyta ezt a világot és a következőbe lépett, én pedig Isten jelenlétét éreztem. Sosem fogom elfelejteni. Sosem lehet elfelejteni. Sohasem.”

– Harry Patch, a Passendale környéki harcok utolsó veteránja, 2007. december 12-én.

„Némelyik fiú, aki itt van eltemetve, velem egyidős volt és azon a napon haltak meg, amikor én is harcoltam. Bármelyikük itt lehetne az életben helyettem. Én sem tudtam, hogy vajon a következő 5 percben nem ér-e véget az életem. Mi voltunk a szegény, elátkozott gyalogság és a mi életünk nem számított. Micsoda szörnyű veszteség.”

– Harry Patch, 2007. július 29.

## Emlékművek
ANZAC

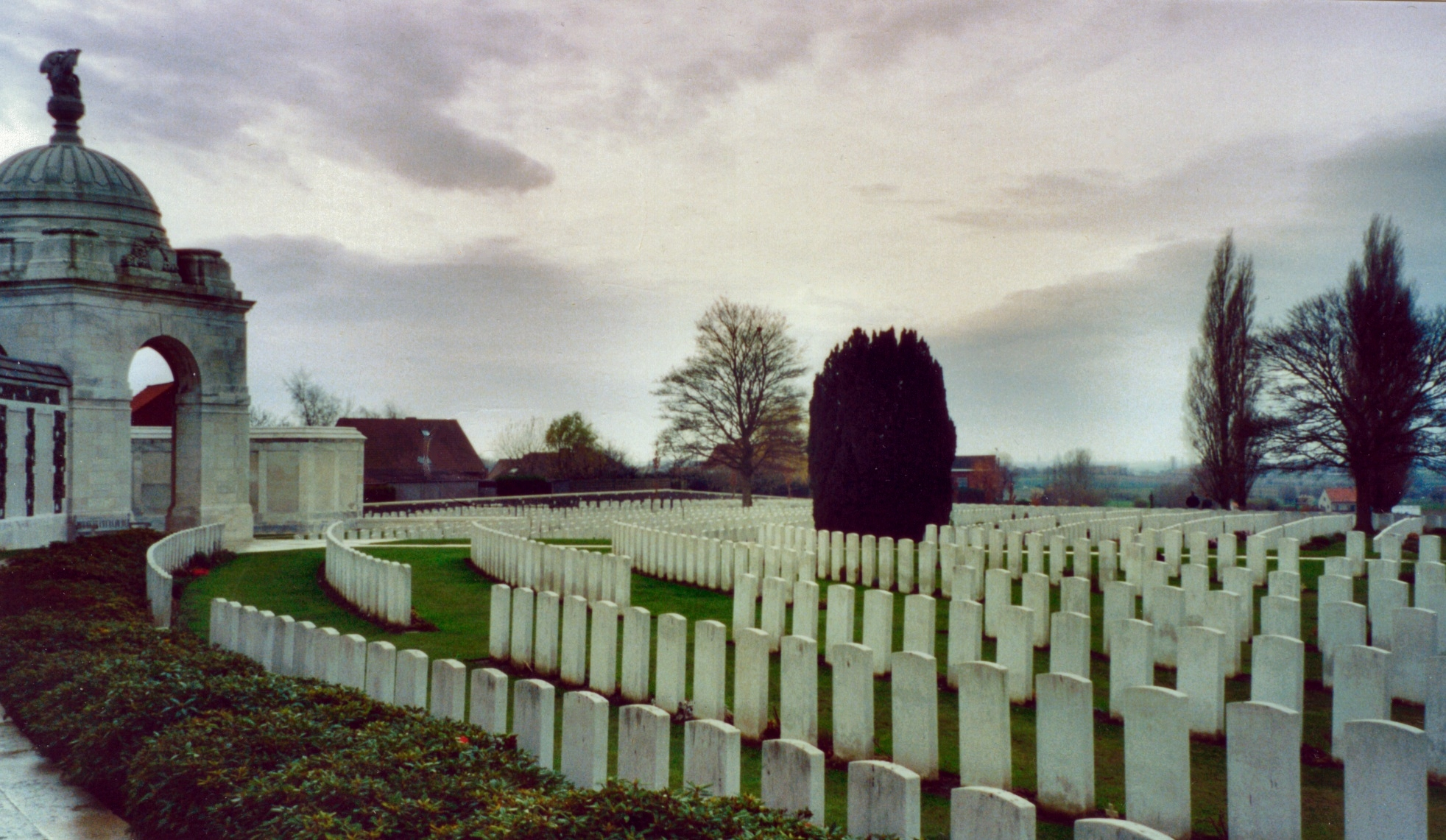
A Tyne Cot temető és emlékmű

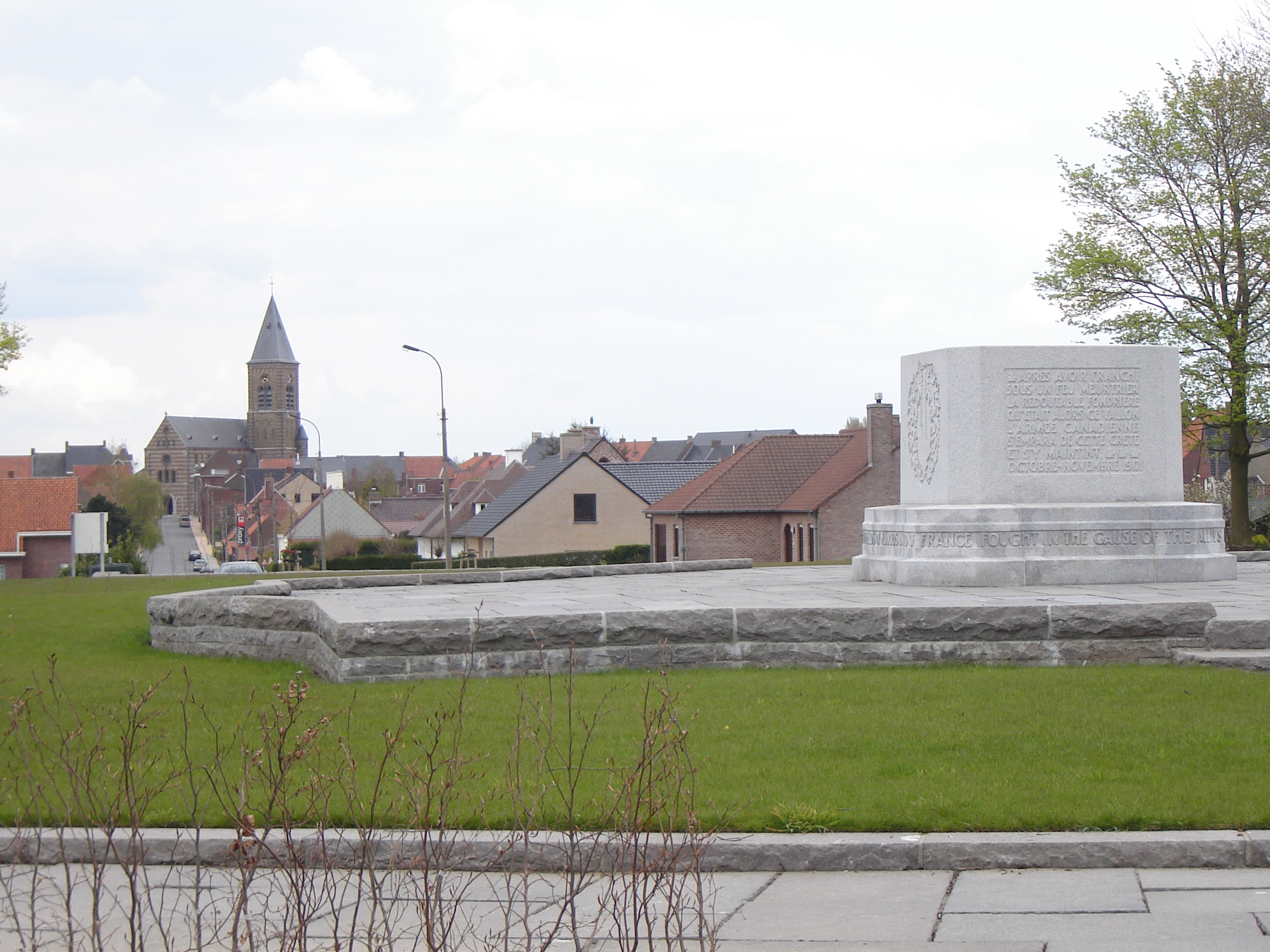
kanadai Passendale-emlékmű

A Tyne Cot katonai temető, a sírok és az emlékmű sokak számára az ausztrál és új-zélandi katonák által hozott áldozatokra emlékeztet. Az Anzac hadtest katonái harcoltak a legtovább a falu birtoklásáért, foglalták el a német erődítményeket a falu körül. Ezen felül Ausztráliában és Új-Zélandon számos emlékművet és emléktáblát emeltek a Passendale környékén és a világháborúban elesett katonák emlékére.
Kanada
A háború után a kanadai kormány 8 emlékművet emeltetett a nyugati front azon szakaszain, ahol a Kanadai Hadtest katonái jelentősen hozzájárultak a szövetségesek győzelméhez. A kanadai Passendale-emlékmű a falu délnyugati szélén található, a Canadalaan-nak (Kanada-sugárút) nevezett út mellett, amely egyenesen a kanadai halottak többségének nyughelyet adó Tyne Cot temetőhöz vezet.
Skócia
Az első világháborús emlékművek közül az egyik legújabb Frezenberg Ridge közelében felállított kelta keresztek egy csoportja, amely a skót 9. és 15. hadosztályok katonáinak állít emléket, akik a brit hadsereg kötelékében harcoltak a passchendaele-i csatában. Az emlékművet a csata 90. évfordulóján, 2007. nyarán avatták fel.

## Képzőművészetben
- A kanadai rendező Paul Gross, filmje, a Passchendaele, amelyet a kanadai Alberta tartományban és részben Belgiumban forgattak és 2008-ban mutattak be. Ez a film nyitotta meg a 2008-as Torontói Filmfesztivál műsorát.[17]

### Weboldalak
- Kanadai beszámolók Archiválva 2015. január 8-i dátummal a Wayback Machine-ben (angolul)
- Zonnebeke turista információk – emlékművek és temetők. (angolul)
- „In Flanders Fields” múzeum – Ypres (angolul)(franciául)(hollandul)
- Westhoek -, a nagy háború Flandriában. (angolul)
- Edwin Campion Vaughan, a Some Desperate Glory írójának emlékműve
- Robert Riddel főhadnagy, a 10. Argyll & Sutherland Highlanders ezred tisztje, aki a „Military Cross” kitüntetését kapta (angolul)
- AWA: A Passchendaele környéki első világháborús helyszíneken folytatott ásatásokat bemutató oldal (angolul) és (hollandul)
- A passchendaele-i csata során készített színes fényképek
- „Experiences of an English Soldier” A messines-i és a passchendaele-i csatában részt vevő brit katonai beszámolója élményeiről (angolul)
- To Flanders Fields 1917 – Australian War Memorial exhibition blog (angolul)
- Passchendaele: fighting for Belgium – összefoglaló az nzhistory.net.nz oldalon (angolul)